# جسیکا کالینز
جسیکا کالینز (انگلیسی: Jessica Collins؛ زادهٔ ۱ آوریل ۱۹۷۱) یک هنرپیشه اهل ایالات متحده آمریکا است. وی از سال ۱۹۹۱ میلادی تاکنون مشغول فعالیت بوده‌است.